# Karl Altrichter

Karl Altrichter (links, 1903)

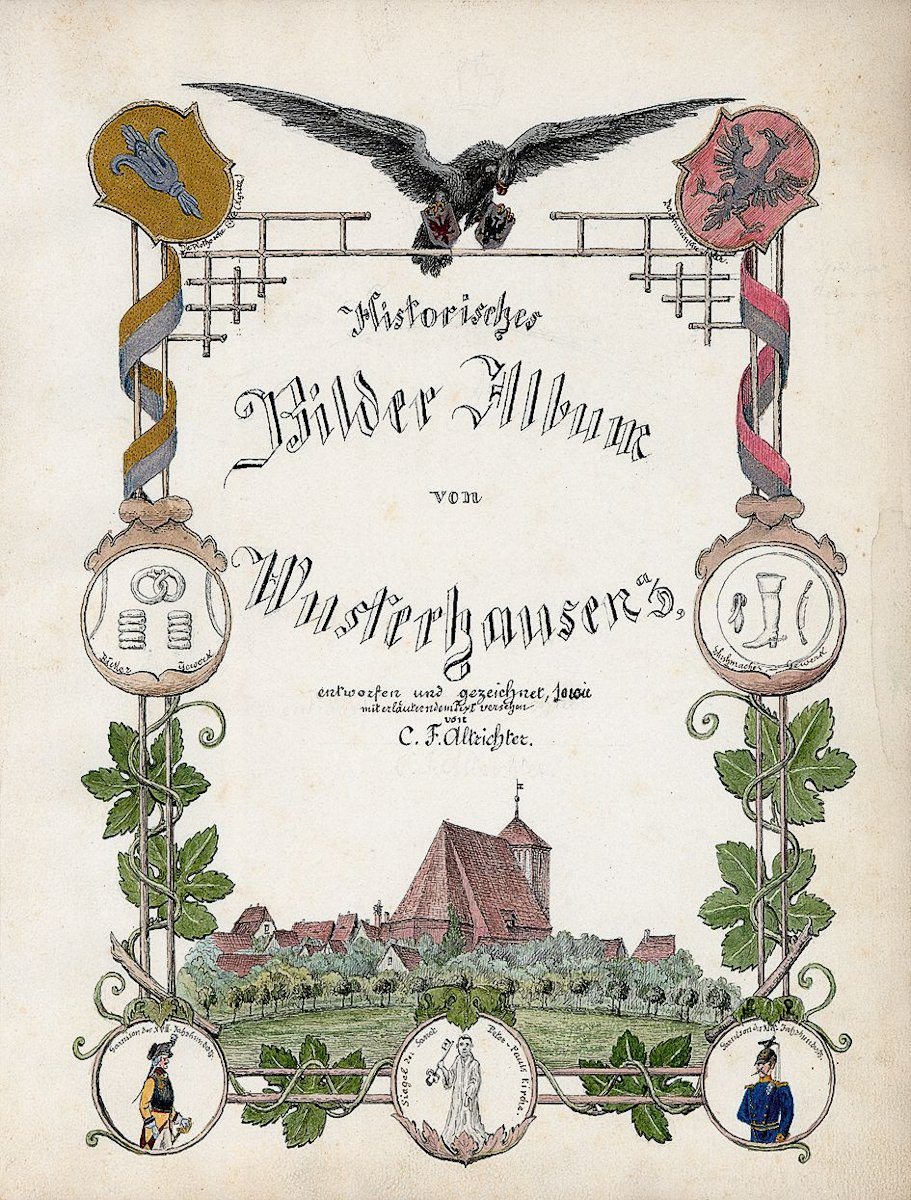
Historisches Bilder Album von Wusterhausen a/D, entworfen und gezeichnet, sowie mit erläuterndem Text versehen von C. F. Altrichter, 1884

Karl Friedrich Altrichter (* 9. Juni 1844 in Lübben; † 23. April 1917 in Berlin) war ein deutscher Schriftsteller.

## Leben und Werk
Karl Friedrich Altrichter wurde als Sohn von Carl Friedrich Altrichter und Juliane Henriette, geborene Schüssler, geboren. Er besuchte die Realschule in seiner Geburtsstadt Lübben und entschloss sich später für den unteren Staatsdienst. Bis 1879 war er Aktuar am Amtsgericht Sandow (heute zu Cottbus), ab 1879 Gerichtssekretär am Amtsgericht Wusterhausen/Dosse, ab 1889 Gerichtssekretär in Berlin, ab 1891 Landgerichtssekretär und gerichtlicher Sachverständiger für Handschriftenvergleichung und ab 1905 Kanzleirat. 1909 trat er als Rechnungsrat in den Ruhestand. Ab 1892 war er Mitglied der Gesellschaft für Heimatkunde der Provinz Brandenburg zu Berlin „Brandenburgia“, ab 1896 Archivar der Brandenburgia.

## Werke
- Erinnerungsblätter. (Gedichte). Leipzig 1875
- Karl Friedrich Altrichter: Gedichte Spruch, Auf!, Ins Stammbuch und Toblizo. In: Max Moltke: Neuer deutscher Parnaß. Silberblicke aus der Lyrik unserer Tage. Verlag von Carl Rühle, Leipzig 1882, S. 18–21, Digitalisat
- Wie man zu seinem Gelde kommt. 1882
- Gedenkblätter zum 9. März 1889. 1889
- Karl Altrichter: Geschichte der Stadt Wusterhausen an der Dosse. Petrenz, Neu-Ruppin 1888, Nachdruck: Ed. Rieger, Berlin [2000]
  - Teil 1: Geschichte der Stadt von ihrem Ursprunge bis 1618. 1888, Digitalisat
  - Teil 2: Die Geschichte der Stadt seit 1618. 1888, Digitalisat
  - Teil 3: Urkundenbuch zur Geschichte. 1889, Digitalisat
- C. F. Altrichter (Autor, Zeichner), Gerhard Fenske (Hrsg. und Nachwort): Historisches Bilder-Album von Wusterhausen an der Dosse. Ed. Rieger, Karwe 2007, ISBN 978-3-935231-92-3

Aufsätze:
- Carl Altrichter: topographische Skizze der Umgegend von Wusterhausen a. D. In: Verhandlungen der Berliner Gesellschaft für Anthropologie, Ethnologie und Urgeschichte. 1887, S. (52)–(55), Digitalisat
- Karl Altrichter: ein Begräbnissfeld bei Brunn, Kr. Ruppin. In: Verhandlungen der Berliner Gesellschaft für Anthropologie, Ethnologie und Urgeschichte. 1887, S. (509)–(512), Digitalisat
- Karl Altrichter: archäologische Untersuchungen in Brunn. In: Verhandlungen der Berliner Gesellschaft für Anthropologie, Ethnologie und Urgeschichte. 1895, S. (558)–(565), Digitalisat
- K. Altrichter: Die Glockeninschriften von Sternebeck und Tempelhof. In: Brandenburgia. Band 6, 1897/98, S. 181–193, Digitalisat
- K. Altrichter: Der Rosenthaler Gold- und Silberfund. In: Brandenburgia. Band 6, 1897/98, S. 193–214, Digitalisat
- K. Altrichter: Das Laasker Schwert. In: Brandenburgia. Band 6, 1897/98, S. 283–289, Digitalisat
- K. Altrichter: Meer-Rettig (Cochlearia armoracea). In: Brandenburgia. Band 6, 1897/98, S. 376, Digitalisat
- Karl Altrichter: Die Wandgemälde in der Kapelle St. Spiritus zu Wusterhausen a. Dosse. In: Archiv der Brandenburgia. Band 4, 1898, S. 85–97, Digitalisat
- Karl Altrichter: Die Inschrift des sogenannten Runensteins von Rogäsen. In: Brandenburgia. Band 11, 1902, S. 387–399, Digitalisat